# 佐瀬稔
佐瀬 稔（させ みのる、1932年（昭和7年）6月21日 - 1998年（平成10年）5月23日）は、日本の評論家、ノンフィクション作家。

## 来歴・人物
神奈川県横浜市生まれ。東京外国語大学英米語学科中退。報知新聞社に入社し、運動部長、文化部長を務める。
1973年フリーとなり、スポーツ、いじめ、登山家などを主として扱うノンフィクション作家となる。1985年、『金属バット殺人事件』で第38回日本推理作家協会賞を受賞。また、スポーツライターとして、1990年に『ヒマラヤを駆け抜けた男―山田昇の青春譜』で第1回ミズノスポーツライター賞を受賞。『ワールド・ボクシング』誌に「感情的ボクシング論」を連載していた。
私生活では長女の飼っている犬に卸したてのピンクのセーターを破られ悲しそうにしていた。
1998年5月23日、66歳で死去。

## 著書
- 『炎の男輪島功一 肉体を信じた男の記録』 講談社、1975年。
- 『外務員が言わない生命保険ウソの部分 保険金がもらえない落し穴』 ベストセラーズ、1977年10月。
- 『リングサイドでうたを聞いた 感情的ボクシング論』 ベースボール・マガジン社、1977年6月。
- 『ニッポン公務員事情』日本実業出版社、1978年5月。
- 『日本人ここにあり 海外で成功したこの13人のライフ・スタイル』 講談社、1978年9月。
- 『北海道の11日戦争 自衛隊vs.ソ連極東軍』講談社、1978年12月。
- 『中ソ戦争勃発す! 第三次世界大戦・アジア篇』二見書房、1979年1月。
- 『反逆の経営者 サラリーマン経営への反証』プレジデント社、1979年8月。
- 『スーパー・スター アメリカスポーツの栄光と陰影』講談社、1979年3月。
- 『ドキュメント現代の教師 そのありのままの姿』 こう書房（コウ選書）、1980年5月。
- 『自衛隊の三十年戦争』講談社、1980年8月。
- 『狼は帰らず アルピニスト・森田勝の生と死』山と渓谷社、1980年12月。のち中公文庫。
- 『実録・大統領を撃て!』 講談社、1981年5月。
- 『喪われた岩壁 第2次RCCの青春群像』山と渓谷社、1982年6月。のち中公文庫。
- 『天皇と背番号3 長島が神話になった日』祥伝社（ノン・ノベル）、1983年10月。『天皇と長島茂雄』ノン・ポシェット、1988年12月。
- 『七万人のマネー・ウォーズ 日本生命の秘密』講談社、1983年3月。
- 『金属バット殺人事件』草思社、1984年11月。のち講談社文庫、双葉文庫。
- 『挑戦 闘う男たちの軌跡』東急エージェンシー出版部、1985年7月。
- 『官僚たちの八月十五日』旺文社（旺文社文庫）、1986年7月。
- 『挫折と栄光 ボクサー浜田剛史の生き方』二見書房、1986年11月。
- 『叩きのめされても立ち上がるのが男のルールだ 終わりなき男のストーリー』ベストセラーズ、1987年11月。
- 『男たちの神話』悠飛社、1989年7月。
- 『大塚正士の一日一得』ロングセラーズ、1989年6月。
- 『ヒマラヤを駆け抜けた男―山田昇の青春譜』東京新聞出版局、1990年9月。のち中公文庫。
- 『うちの子が、なぜ! 女子高生コンクリート詰め殺人事件』草思社、1990年10月。
- 『いじめられて、さようなら』草思社、1992年2月。
- 『彼らの誇りと勇気について 感情的ボクシング論』世界文化社、1992年4月。
- 『長谷川恒男 虚空の登攀者』山と渓谷社、1994年7月。のち中公文庫。
- 『大地震生と死』草思社、1995年10月。
- 『敗れてもなお 感情的ボクシング論』世界文化社、1995年4月。
- 『オリンピック　ヒーローたちの眠れない夜』 世界文化社、1996年8月。
- 『祖国よ! 佐瀬稔の昭和事件史』悠飛社、1996年2月。
- 『日本人の伝説 アメリカンドリーム 海の向こうの高い山へ』ベストセラーズ、1996年4月。
- 『給食が危ない! O-157の恐怖』プレジデント社、1997年7月。
- 『残された山靴 佐瀬稔遺稿集 志なかばで逝った8人の登山家の最期』山と溪谷社、1999年6月。

## 翻訳
- ナディア・コマネチ（著）、佐瀬 稔（訳）『白き舞 パーフェクト真説』 講談社、1982年7月。
- トーマス野口、ジョセフ・ディモーナ（著）、佐瀬 稔（訳）『検死官 Dr.刑事トーマス野口』講談社、1984年5月。のち講談社+α文庫。